# Josvainiai
Josvainiai (deutsch: Josweide) ist eine kleine Stadt mit 1051 Einwohnern (Stand 2011) in der Rajongemeinde Kėdainiai, neben der Straße Kėdainiai–Cinkiškiai, am linken Ufer der Šušvė. Es ist das Zentrum der Verwaltungsgemeinschaft Josvainiai. Die katholische Allerheiligenkirche wurde 1903 nach Entwurf des Rigaer Architekten Florian Vyganovskis (1854–1905) im neugotischen Stil erbaut. Es gibt eine Post (LT-58017), ein Kulturzentrum, einen Kindergarten, ein Sozial- und Entwicklungszentrum, ein Kinderheim, die Bibliothek und ein Reitzentrum.

## Fotos

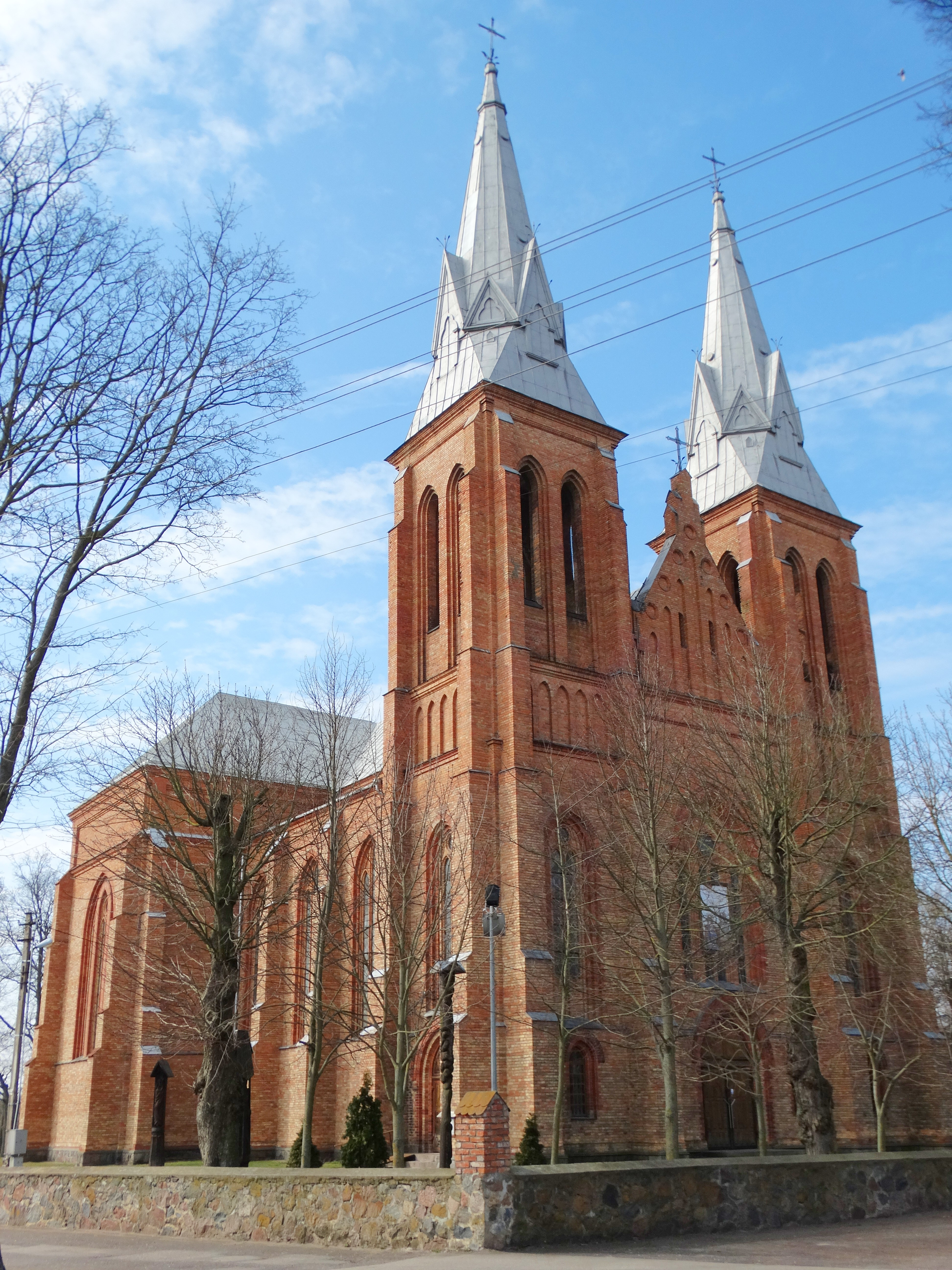
Katholische Allerheiligenkirche in Josvainiai
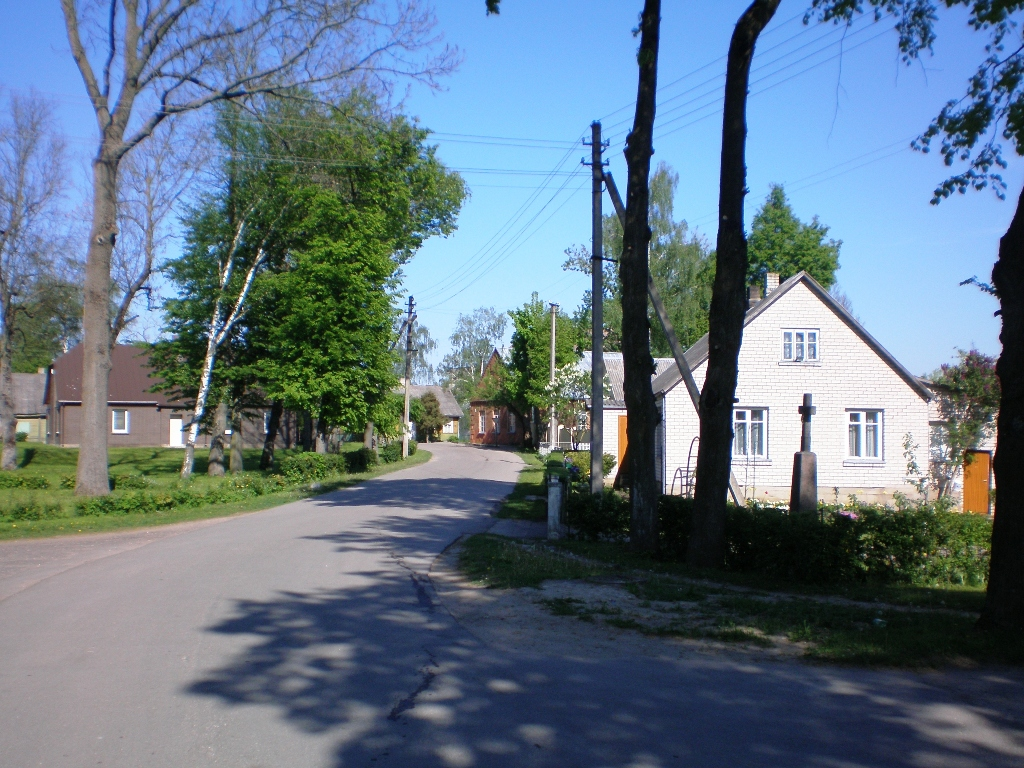
Gojaus-Straße